# Hüszkana
Hüszkana (ógörög  Ὕσκανα; latin Uscana) az ókori Illíria egyik városa, a peneszták székhelye volt. Helyszíne mindmáig azonosítatlan, rendszerint a mai Macedónia északnyugati részén található Debar vagy Kicsevo városok korai elődjének feltételezik. Története nagy részében makedón fennhatóság alatt állt, s csupán szórványosan tartozott az Illír Királysághoz. A harmadik római–makedón háború lezárása (i. e. 168) után római fennhatóság alá került.

## Története
Egyes feltételezések szerint már az i. e. 4. század óta peneszták népesítették be a Drilón és az Axiosz között, a Lünkésztiszi-tavak északi előterében fekvő területet. Hüszkanát csupán az i. e. 2. században említik a források mint a peneszták koinonjának székhelyét. Titus Livius feljegyzése szerint a harmadik római–makedón háború időszakában (i. e. 171–168) 10 ezres lakosú város volt, a korabeli demográfiai folyamatok ismeretében ezért egyes történészek azt feltételezik, hogy a város akkor már több emberöltőnyi múltra tekinthetett vissza. Helyszíne mindmáig ismeretlen, rendszerint az északnyugat-macedóniai Debarral vagy Kicsevóval azonosítják.
A település tágabb térsége az i. e. 358. évi Erigón-völgyi csatával került az Illír Királyságtól makedón fennhatóság alá. Másfél évszázadnak kellett eltelnie, hogy Penesztia a második római–makedón háború (i. e. 200–197) lezárultával ismét az Illír Királyság része legyen. A harmadik római–makedón háborúban (i. e. 171–168) Penesztia, és ezen belül Hüszkana a szemben álló hadak ütközőzónájában feküdt. A háború elején, i. e. 171-ben a római hadvezetés az időközben ismét makedón kézen lévő Penesztia elfoglalását tűzte ki célul, hogy így verjen éket az illír és a makedón területek közé. Elsőként a peneszták székhelyét, Hüszkanát akarták bevenni, mert felderítőik azt jelentették, hogy a várost csupán egy kisebb, krétai zsoldosokból álló helyőrség védi, és a lakosság is kész behódolni Rómának. A római had egy teljes éjszakán át tartó menetelést követően a hajnali órákban ért a város alá, s érkeztükre a városkapukat valóban megnyitották. Ám a rómaiak bevonulása helyett a kapukon hirtelen nagyszámú fegyveres tört ki, ezzel egy időben pedig a falakon megjelentek a hüszkanai asszonyok, és kiáltozással, edényeik összeverésével fülsüketítő lármát csaptak. Az összezavarodott rómaiak megsemmisítő vereséget szenvedtek el: vezérük Lükhniszbe menekült, mintegy 2 ezer elesett katonát hagyva hátra Hüszkana falai alatt. A rómaiak a következő évben, i. e. 170 nyarán végül elfoglalták a várost, és 4000 harcost állomásoztattak Hüszkanában, további ezerötszázat pedig más peneszta településeken. Nem sokáig maradt azonban birtokukban a város, Perszeusz makedón király i. e. 170/169 telén egy 14 ezres sereg élén megindította Hüszkana ostromát. Rövid küzdelem után a rómaiak megadták magukat, s a makedónok Hüszkana elesté követően elfoglalták egész Penesztiát, Hüszkana védelmét pedig megerősítették. A rómaiak még tettek egy sikertelen kísérletet a város visszafoglalására, de az csak a római győzelemmel záruló háború végén, i. e. 168-ban került fennhatóságuk alá. Hüszkanát, vagy latin nevén Uscanát ezt követően nem említik a korabeli források.